# Campionati mondiali di tiro da 10 m 1989
I campionati mondiali di tiro 1989 furono la sesta edizione dei campionati mondiali di questo sport e si disputarono a Sarajevo.

## Risultati

### Uomini

#### Carabina ad aria
| Evento        | Oro                                                      | Oro       | Argento                                                             | Argento   | Bronzo                                                         | Bronzo    |
| Evento        | Atleta                                                   | Risultato | Atleta                                                              | Risultato | Atleta                                                         | Risultato |
| 10m           | Jean-Pierre Amat                                         | 696,5     | Yuri Fedkin                                                         | 692,5     | Olaf Hess                                                      | 690       |
| 10m a squadre | Francia Jean-Pierre Amat Franck Badiou Nicolas Berthelot | 1769      | Unione Sovietica Viatcheslav Bochkarev Yuri Fedkin Sjarhej Martynaŭ | 1767      | Germania Ovest Hannes Hirschvogel Hans Riederer Matthias Stich | 1763      |

#### Pistola ad aria
| Evento        | Oro                                                                | Oro       | Argento                                                   | Argento   | Bronzo                                             | Bronzo    |
| Evento        | Atleta                                                             | Risultato | Atleta                                                    | Risultato | Atleta                                             | Risultato |
| 10m           | Sergéi Pychianov                                                   | 690,3     | Uwe Potteck                                               | 681,3     | Sorin Babii                                        | 680,5     |
| 10m a squadre | Unione Sovietica Sergei Barmin Sergéi Pychianov Alexandr Melentiev | 1748      | Italia Roberto Di Donna Dario Palazzani Vincenzo Spilotro | 1726      | Ungheria Csaba Gyorik Zsolt Karacs Zoltan Papanitz | 1724      |

#### Bersaglio mobile
| Evento        | Oro                                             | Oro       | Argento                                                         | Argento   | Bronzo                                                    | Bronzo    |
| Evento        | Atleta                                          | Risultato | Atleta                                                          | Risultato | Atleta                                                    | Risultato |
| 10m           | Attila Solti                                    | 671,6     | József Ángyán                                                   | 670,5     | József Sike                                               | 670,1     |
| 10m a squadre | Ungheria József Ángyán József Sike Attila Solti | 1717      | Unione Sovietica Gennadi Avramenko Anatoli Asrabaev Eugeni Geht | 1681      | Cecoslovacchia Jan Kermet Lubos Racansky Jindřich Svoboda | 1662      |

### Donne

#### Carabina ad aria
| Evento        | Oro                                                | Oro       | Argento                                                                 | Argento   | Bronzo                                   | Bronzo    |
| Evento        | Atleta                                             | Risultato | Atleta                                                                  | Risultato | Atleta                                   | Risultato |
| 10m           | Vesela Lecheva                                     | 496,5     | Anna Maliujina                                                          | 496,2     | Nonka Matova                             | 494,5     |
| 10m a squadre | Bulgaria Nonka Matova Vesela Lečeva Anitza Valkova | 1178      | Unione Sovietica Valentina Cherkasova Anna Malukhina Svetlana Seledkova | 1176      | Ungheria Marta Bogdan Eva Forian Eva Joo | 1170      |

#### Pistola ad aria
| Evento        | Oro                                                             | Oro       | Argento                                                     | Argento   | Bronzo                                            | Bronzo    |
| Evento        | Atleta                                                          | Risultato | Atleta                                                      | Risultato | Atleta                                            | Risultato |
| 10m           | Nino Salukvadze                                                 | 487,5     | Jasna Šekarić                                               | 483,8     | Lieselotte Breker                                 | 482,2     |
| 10m a squadre | Germania Ovest Lieselotte Breker Anetta Kalinowski Margit Stein | 1147      | Unione Sovietica Nino Salukvadze Svetlana Smirnova Shilenok | 1141      | Ungheria Agnes Ferencz Anna Gonczi Marta Kotroczo | 1128      |

## Risultati juniores

### Uomini

#### Carabina ad aria
| Evento        | Oro                                                            | Oro       | Argento                                            | Argento   | Bronzo                                     | Bronzo    |
| Evento        | Atleta                                                         | Risultato | Atleta                                             | Risultato | Atleta                                     | Risultato |
| 10m           | Frank Dobler                                                   | 590       | David Gasset                                       | 587       | Sergei Tchedrin                            | 585       |
| 10m a squadre | Germania Ovest Christian Bauer Frank Dobler Karl Georg Hepting | 1751      | Ungheria Csaba Beres Deak Oliver Gaspar Vari Zsolt | 1750      | Francia Dane David Gasset Michael Mlynchok | 1739      |

#### Pistola ad aria
| Evento        | Oro                                  | Oro       | Argento                                              | Argento   | Bronzo                                                        | Bronzo    |
| Evento        | Atleta                               | Risultato | Atleta                                               | Risultato | Atleta                                                        | Risultato |
| 10m           | Andrei Kandinov                      | 577       | Oliver Perret                                        | 574       | Oliver Belg                                                   | 572       |
| 10m a squadre | Ungheria Istvan Agh Nagy Laszlo Peto | 1690      | Francia Olivier Bianchi Franck Demoulin Marc Estaque | 1684      | Polonia Grzegorz Orlowski Robert Raducki Robert Wojciechowski | 1683      |

#### Bersaglio mobile
| Evento        | Oro                                                       | Oro       | Argento                                                                 | Argento   | Bronzo                                      | Bronzo    |
| Evento        | Atleta                                                    | Risultato | Atleta                                                                  | Risultato | Atleta                                      | Risultato |
| 10m           | Miroslav Januš                                            | 566       | Lubomir Pelach                                                          | 566       | Tamas Tasi                                  | 556       |
| 10m a squadre | Cecoslovacchia Tomas Franek Miroslav Januš Lubomir Pelach | 1664      | Germania Ovest Wolfgang Hamberger Michael Jakosits Christian Stützinger | 1636      | Ungheria Pal Fekete Attila Havaj Tamas Tasi | 1636      |

### Donne

#### Carabina ad aria
| Evento        | Oro                                                    | Oro       | Argento                                                    | Argento   | Bronzo                                       | Bronzo    |
| Evento        | Atleta                                                 | Risultato | Atleta                                                     | Risultato | Atleta                                       | Risultato |
| 10m           | Larissa Antishkina                                     | 391       | Annette Sattel                                             | 390       | Emese Gelencser                              | 390       |
| 10m a squadre | Jugoslavia Mladenka Malenica Tamara Pejic Suzana Skoko | 1160      | Francia Christine Bontemps Severine Lefevre Annette Sattel | 1159      | Ungheria Dora Abonyi Berczes Emese Gelencser | 1158      |

#### Pistola ad aria
| Evento        | Oro                                                                | Oro       | Argento                                         | Argento   | Bronzo                                               | Bronzo    |
| Evento        | Atleta                                                             | Risultato | Atleta                                          | Risultato | Atleta                                               | Risultato |
| 10m           | Miroslawa Sagun                                                    | 377       | Mariusza Durlej                                 | 377       | Larissa Sotskova                                     | 375       |
| 10m a squadre | Germania Ovest Mariusza Durlej Gabriela Nowakowski Miroslawa Sagun | 1128      | Ungheria Tuende Dobrossy Zsuzsa Szentivanyi Vas | 1103      | Germania Ovest Friedrich Sonja Beer Michaela Rudolph | 1100      |

## Medagliere
Nazione ospitante
| Posiz. | Nazione          | Oro | Argento | Bronzo | Totale |
| ------ | ---------------- | --- | ------- | ------ | ------ |
| 1      | Unione Sovietica | 3   | 6       | 0      | 9      |
| 2      | Ungheria         | 2   | 1       | 4      | 7      |
| 3      | Bulgaria         | 2   | 0       | 1      | 3      |
| 4      | Francia          | 2   | 0       | 0      | 2      |
| 5      | Germania Ovest   | 1   | 0       | 2      | 3      |
| 6      | Germania Est     | 0   | 1       | 1      | 2      |
| 7      | Italia           | 0   | 1       | 0      | 1      |
| 7      | Jugoslavia       | 0   | 1       | 0      | 1      |
| 9      | Cecoslovacchia   | 0   | 0       | 1      | 1      |
| 9      | Romania          | 0   | 0       | 1      | 1      |

## Medagliere juniores
Nazione ospitante
| Posiz. | Nazione          | Oro | Argento | Bronzo | Totale |
| ------ | ---------------- | --- | ------- | ------ | ------ |
| 1      | Germania Ovest   | 3   | 1       | 2      | 6      |
| 2      | Cecoslovacchia   | 2   | 1       | 0      | 3      |
| 3      | Unione Sovietica | 2   | 0       | 2      | 4      |
| 4      | Ungheria         | 1   | 2       | 4      | 7      |
| 5      | Polonia          | 1   | 1       | 1      | 3      |
| 6      | Jugoslavia       | 1   | 0       | 0      | 1      |
| 7      | Francia          | 0   | 4       | 1      | 5      |
| 8      | Svizzera         | 0   | 1       | 0      | 1      |